# Iolkos

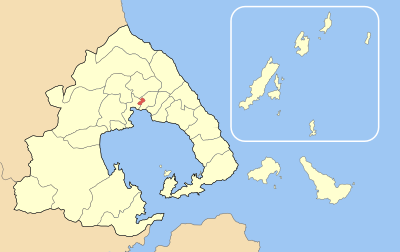
Lage von Iolkos am Golf von Volos

Iolkos (altgriechisch Ἰωλκός Iōlkós) ist eine antike Stadt im griechischen Thessalien (heute Volos).
In der Jungsteinzeit war der Golf von Volos bereits von Menschen besiedelt. Auch in der frühen und mittleren Bronzezeit war die Gegend des späteren Iolkos von Menschen bewohnt. In der späten Bronzezeit finden sich archäologische Überreste der mykenischen Kultur. Es besteht Siedlungskontinuität zwischen dem mykenischen Kastro/Palaia, wo es Überreste eines mykenischen Palastes gibt, und der Eisenzeit bis in die archaisch-klassische Zeit, wo der Ort unter dem Namen Iolkos bekannt war. 
Von Iolkos aus soll der Legende nach Iason mit den Argonauten aufgebrochen sein, um das Goldene Vlies zu rauben.